# Ptenomela curoei
Ptenomela curoei är en skalbaggsart som beskrevs av Soula 2002. Ptenomela curoei ingår i släktet Ptenomela och familjen Rutelidae. Inga underarter finns listade i Catalogue of Life.